# Guelbakh
Guelbakh (en rus: Гельбах) és un poble del Daguestan, a Rússia, que el 2019 tenia 1.559 habitants. Pertany al districte rural de Kiziliurt.